# بناگس
بناگس (انگلیسی: Banagas) شرکت دولتی صنایع شیمیایی بحرینی است، که در سال ۱۹۷۹ تأسیس شد.